# Naissance en 963
Naissance
- 959
- 960
- 961
- 962
- 963
- 964
- 965
- 966
- 967

Cette page dresse une liste de personnalités nées au cours de l'année 963 :
- 13 mars : Anna Porphyrogénète, princesse byzantine, épouse de Vladimir Ier de Kiev[1].
- 23 août : Richard II de Normandie, duc de Normandie.

- Li Jiqian, rebelle de la dynastie Song.
- Snorri Goði (en), ou Snorri Þorgrímsson, chef islandais.

date incertaine (vers 963)
- Samsam ad-Dawla Marzuban, émir bouyide d'Irak.

## Crédit d'auteurs
- Cet article est partiellement ou en totalité issu de l'article intitulé « 963 » (voir la liste des auteurs).